# 3 de fevereiro
3 de fevereiro é o 34.º dia do ano no calendário gregoriano. Faltam 331 dias para acabar o ano (332 em anos bissextos).

## Eventos históricos

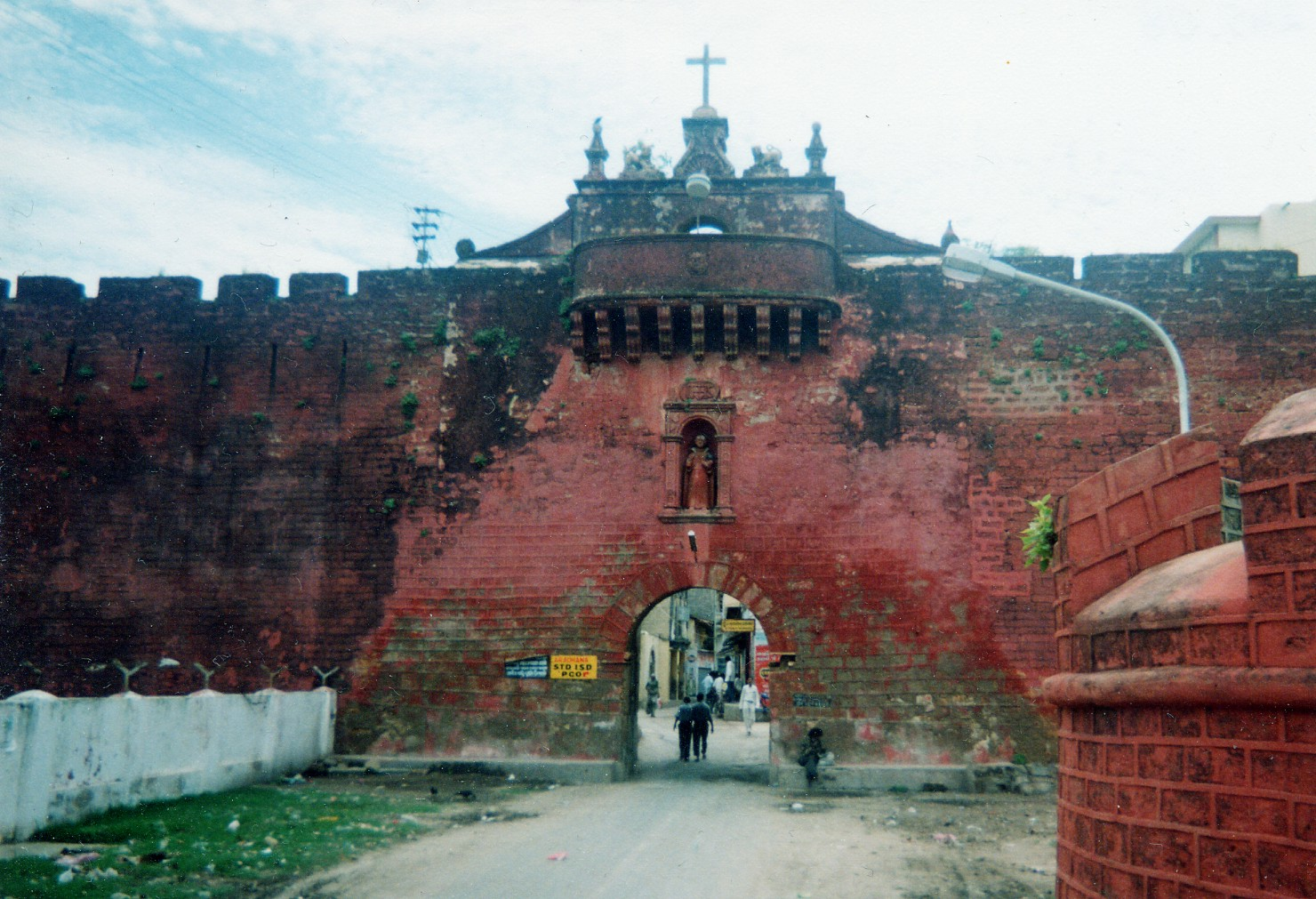
1509: Batalha de Diu

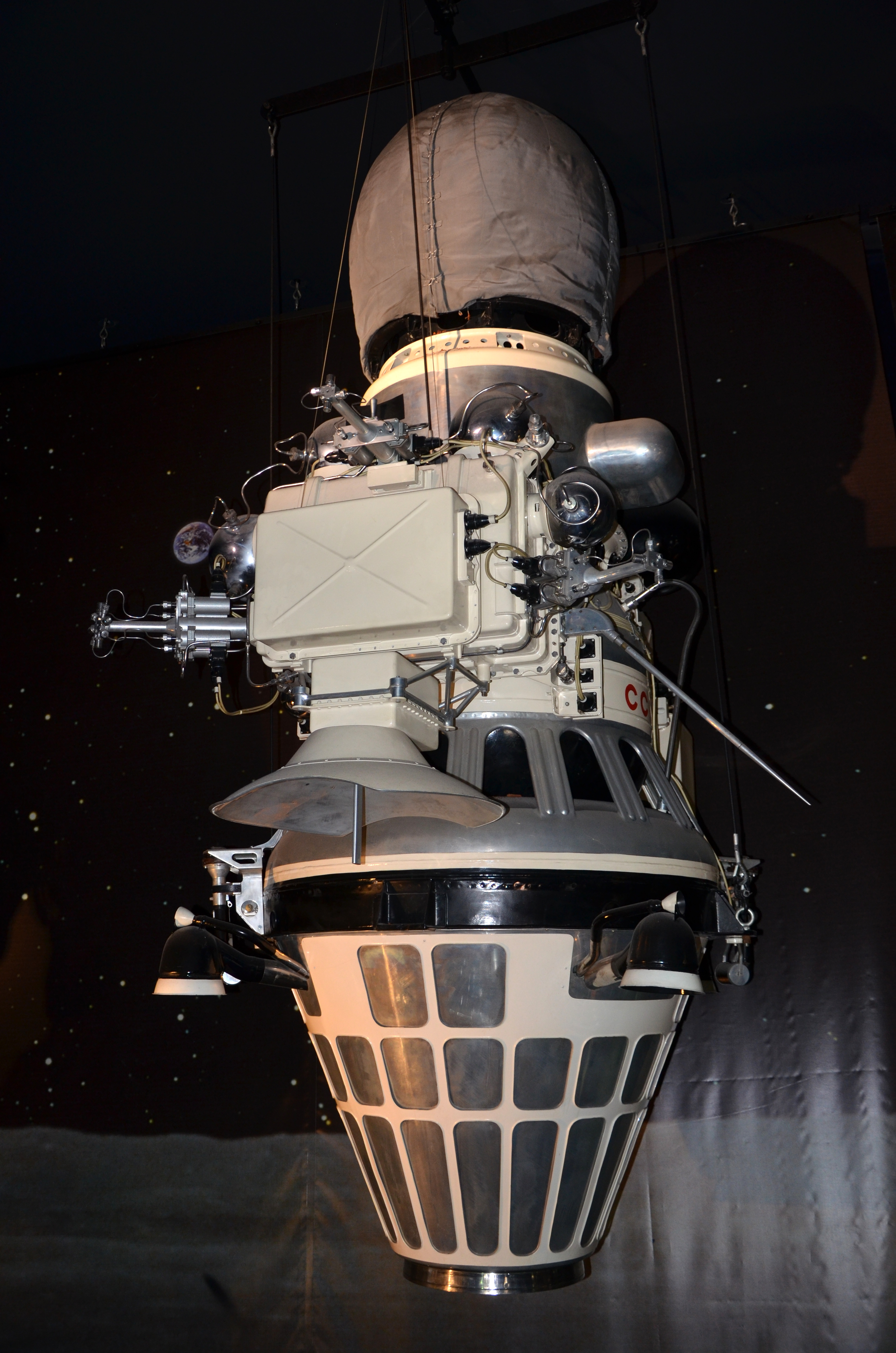
1966: Uma réplica da Luna 9

- 1112 — Conde Raimundo Berengário III de Barcelona e condessa Dulce I da Provença se casam, unindo as fortunas desses dois Estados.
- 1451 — Sultão Maomé II herda o trono do então Sultanato Otomano.
- 1488 — Bartolomeu Dias de Portugal desembarca na Baía de Mossel após dobrar o Cabo da Boa Esperança, tornando-se o primeiro europeu conhecido a navegar para além do extremo sul da África.
- 1509 — Marinha portuguesa derrota uma frota conjunta do Império Otomano, do Sultanato de Guzarate, da República de Veneza, do sultanato da dinastia Burji do Egito, do samorim de Calecute e da República de Ragusa na Batalha de Diu, em Diu, Índia.
- 1583 — Batalha de São Vicente ocorre ao largo da costa do Brasil Português, onde três navios de guerra ingleses lutam contra três galeões espanhóis, afundando um no processo.[1]
- 1637 — Mania das tulipas colapsa na República Holandesa.[2]
- 1807 — Uma força militar britânica, sob o comando do brigadeiro-general, Samuel Auchmuty, captura a cidade do Império Espanhol de Montevidéu, atualmente a capital do Uruguai.
- 1852 — Batalha de Monte Caseros culminou na derrota infligida a Oribe no Uruguai, com o reconhecimento final do Governo da Defesa de Montevidéu como único legítimo, a batalha determinou a queda definitiva do Governo de Juan Manuel de Rosas e propiciou a criação da Confederação Argentina, com apoio do Império do Brasil.
- 1862 — A Moldávia e a Valáquia unem-se formalmente para criar os Principados Unidos Romenos.[3]
- 1927 — Uma revolta contra a ditadura militar de Portugal irrompe no Porto.[4]
- 1930 — Partido Comunista do Vietnã é fundado em uma "Conferência de Unificação" realizada em Kowloon, Hong Kong britânico.
- 1933 — Adolf Hitler anuncia que a expansão do Lebensraum na Europa Oriental e sua implacável germanização são os objetivos geopolíticos do Terceiro Reich.
- 1944 — Segunda Guerra Mundial: durante a Campanha nas Ilhas Gilbert e Marshall, as forças do Exército e da Marinha dos Estados Unidos conquistam o Atol de Kwajalein defendido pela guarnição japonesa.
- 1945 — Segunda Guerra Mundial: Estados Unidos começa uma batalha que durará um mês para retomar Manila, capital das Filipinas (na época um território ultramarino dos Estados Unidos) das forças do Japão.
- 1953 — Ocorre o Massacre de Batepá em São Tomé quando a administração colonial e os latifundiários portugueses desencadeiam uma onda de violência contra os crioulos nativos conhecidos como forros.
- 1958 — Fundação da organização econômica europeia Benelux, criando um campo de testes para a posterior Comunidade Econômica Europeia.
- 1959 — Músicos de rock and roll Buddy Holly, Ritchie Valens e J. P. "The Big Bopper" Richardson morrem em um acidente de avião perto de Clear Lake, Iowa.
- 1966 — Luna 9 da União Soviética se torna a primeira nave espacial a fazer um pouso suave na Lua, e a primeira a tirar fotos da superfície da Lua.
- 1984
  - Guerra Fria no Brasil: O voo 302 da Cruzeiro do Sul que partiu do Rio de Janeiro com destino a Manaus levando 176 pessoas (dos quais 162 eram passageiros) a bordo é sequestrado por militantes comunistas que exigiram que o avião fosse levado a Cuba.
  - Programa do ônibus espacial: a missão espacial STS-41-B tem início usando o ônibus espacial Challenger.
- 1994 — Programa do ônibus espacial: a missão espacial STS-60 tem início transportando Sergei Krikalev, o primeiro cosmonauta russo a voar a bordo do ônibus espacial.
- 1995 — Astronauta Eileen Collins torna-se a primeira mulher a pilotar o ônibus espacial na missão STS-63.
- 2007 — Atentado a bomba no mercado de Bagdá mata pelo menos 135 pessoas e fere mais 339.
- 2011 — Ocorre um blecaute no nordeste do Brasil, atingindo oito dos nove estados desta região deste país.
- 2023 — O porta-aviões brasileiro NAe São Paulo (A-12), maior navio de guerra do hemisfério sul, é afundado no oceano Atlântico.

## Nascimentos

Felix Mendelssohn

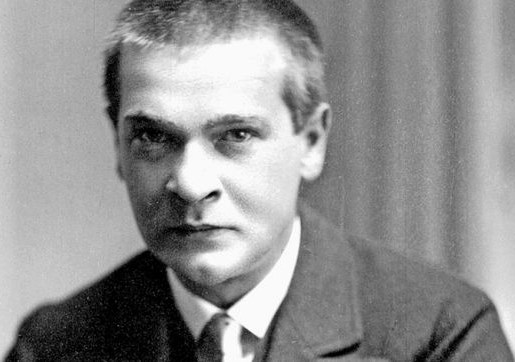
Georg Trakl

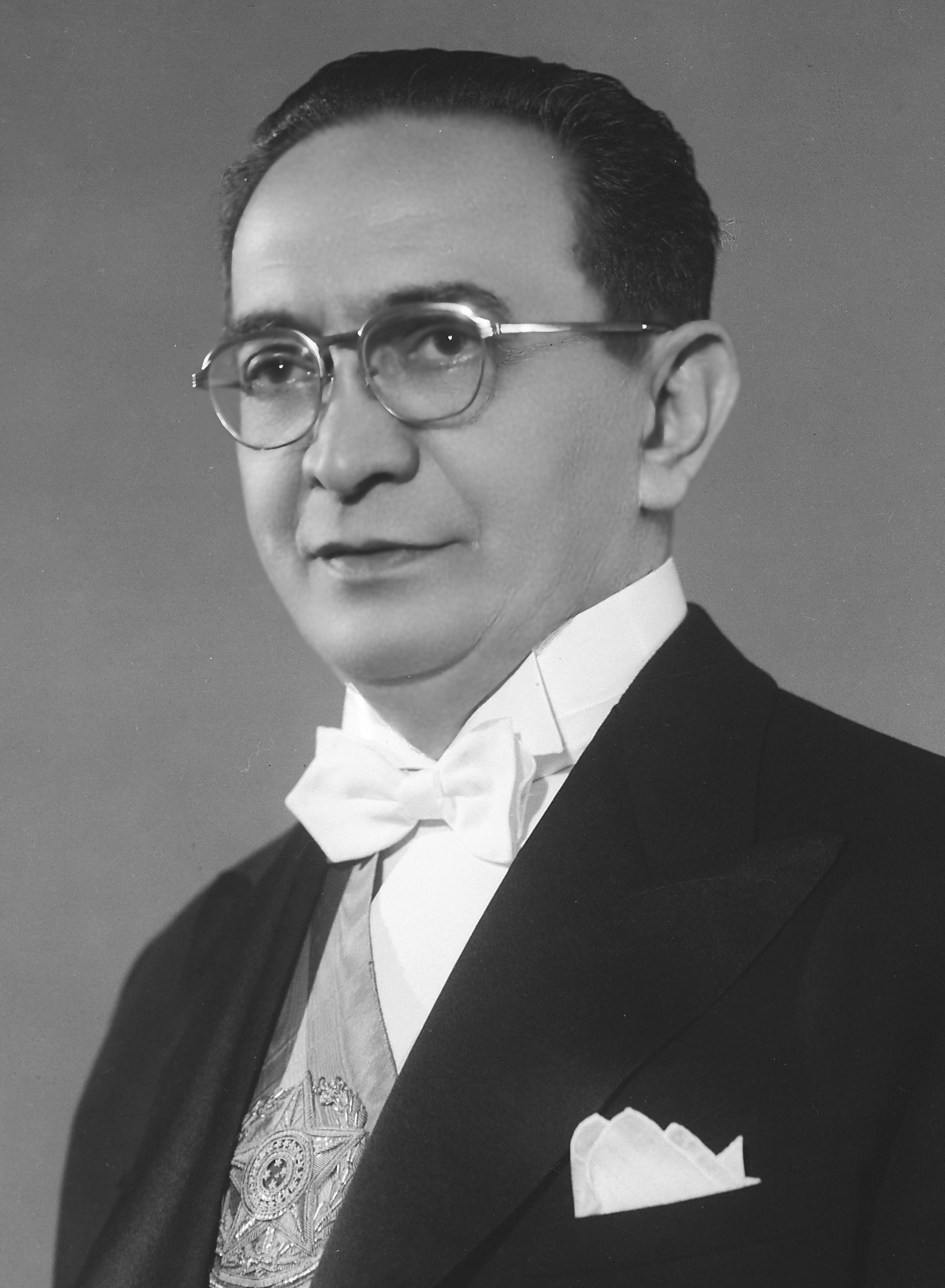
Café Filho

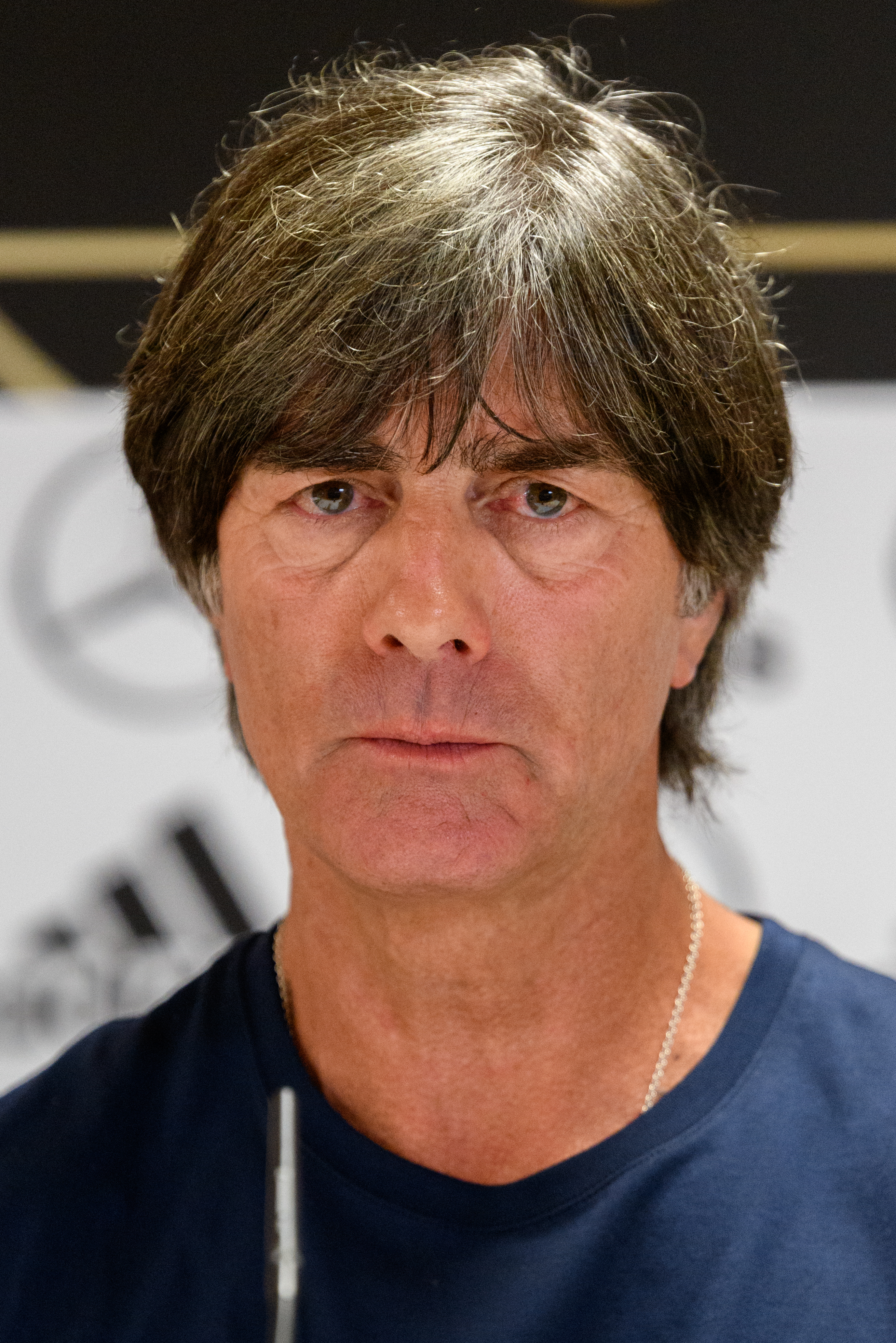
Joachim Löw

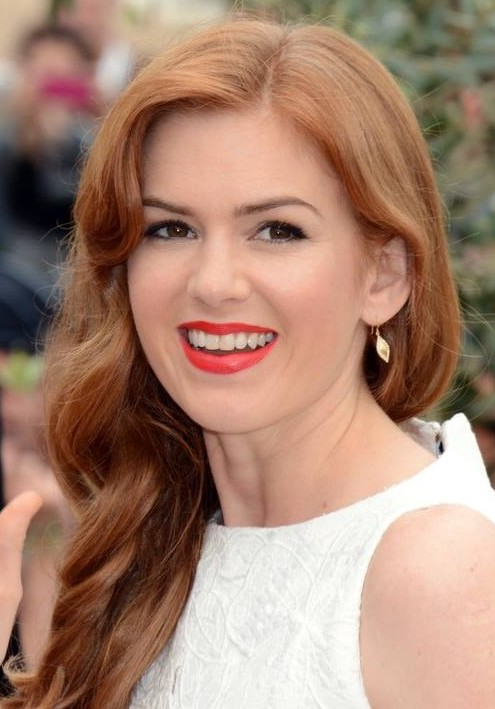
Isla Fisher

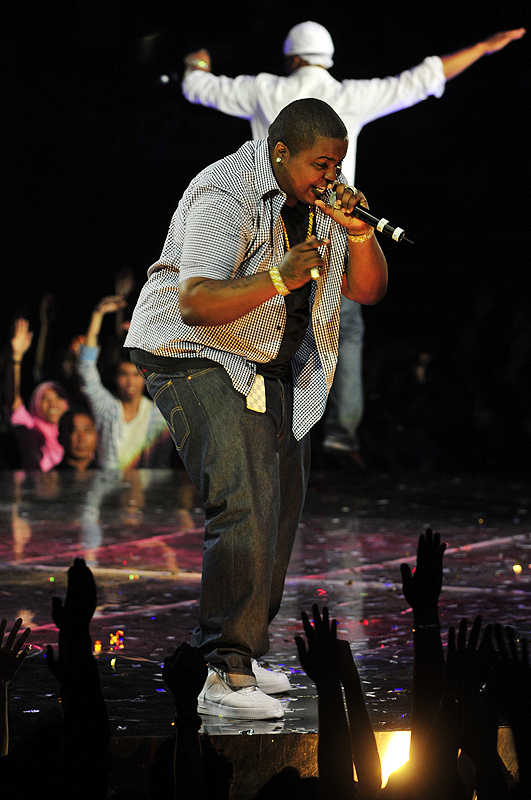
Sean Kingston

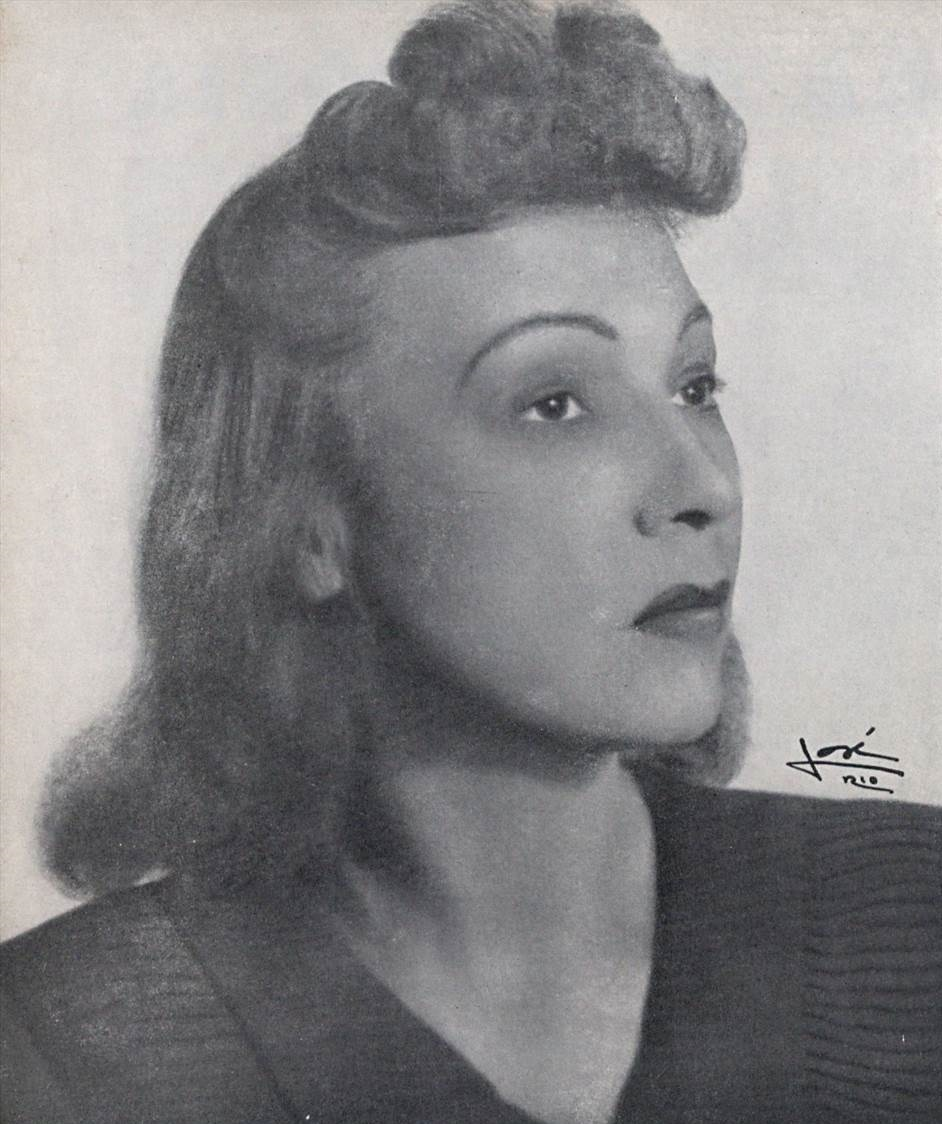
Dulcina de Moraes

### Anteriores ao século XIX
- 1267 — Ricardo Fitzalan, 1.º Conde de Arundel (m. 1302).
- 1338 — Joana de Bourbon, rainha-consorte da França (m. 1378).
- 1478 — Eduardo Stafford, 3.º Duque de Buckingham (m. 1521).
- 1504 — Scipione Rebiba, cardeal italiano (m. 1577).
- 1689 — Blas de Lezo, almirante espanhol (m. 1741).
- 1721 — Friedrich Wilhelm von Seydlitz, general prussiano (m. 1773).
- 1735 — Johann Georg Albrechtsberger, compositor e teórico austríaco (m. 1809).
- 1754 — Juan Ruiz de Apodaca, governador colonial espanhol (m. 1835).
- 1777 — John Cheyne, médico e escritor britânico (m. 1836).
- 1790 — Gideon Mantell, cientista britânico (m. 1852).
- 1795 — Antonio José de Sucre, general e político venezuelano (m. 1830).
- 1800 — Francis Alexander, pintor norte-americano (m. 1880).

### Século XIX
- 1807 — Joseph E. Johnston, general e político americano (m. 1891).
- 1808 — Maria de Saxe-Weimar-Eisenach, princesa prussiana (m. 1877).
- 1809 — Felix Mendelssohn, pianista, compositor e maestro alemão (m. 1847).
- 1811 — Horace Greeley, jornalista e político americano (m. 1872).
- 1817 — Achille Ernest Oscar Joseph Delesse, geólogo e mineralogista francês (m. 1881).
- 1821 — Elizabeth Blackwell, médica e educadora americana (m. 1910).
- 1826 — Walter Bagehot, empresário e ensaísta britânico (m. 1877).
- 1830 — Robert Gascoyne-Cecil, 3.º Marquês de Salisbury, político britânico (m. 1903).
- 1843 — William Cornelius Van Horne, empresário americano-canadense (m. 1915).
- 1859
  - Urbano Santos, político brasileiro (m. 1922).
  - Hugo Junkers, engenheiro alemão (m. 1935).
- 1870 — Ada Negri, poetisa italiana (m. 1945).
- 1872 — Lou Criger, jogador e empresário de beisebol americano (m. 1934).
- 1874 — Gertrude Stein, romancista, poetisa e dramaturga estadunidense (m. 1946).
- 1887 — Georg Trakl, farmacêutico e poeta austríaco (m. 1914).
- 1889
  - Carl Theodor Dreyer, diretor e roteirista dinamarquês (m. 1968).
  - Risto Ryti, político finlandês (m. 1956).
- 1892 — Juan Negrín, médico e político espanhol (m. 1956).
- 1893 — Gaston Julia, matemático e acadêmico argelino-francês (m. 1978).
- 1894 — Norman Rockwell, pintor e ilustrador estadunidense (m. 1978).
- 1898 — Alvar Aalto, arquiteto finlandês (m. 1976).
- 1899 — Café Filho, jornalista, advogado e político brasileiro, 18.° presidente do Brasil (m. 1970).

### Século XX

#### 1901–1950
- 1905 — Arne Beurling, matemático e acadêmico sueco-americano (m. 1986).
- 1907 — James A. Michener, escritor e filantropo americano (m. 1997).
- 1908 — Dulcina de Moraes, atriz brasileira (m. 1996).
- 1909
  - André Cayatte, advogado e diretor de cinema francês (m. 1989).
  - Simone Weil, mística e filósofa francesa (m. 1943).
- 1911
  - Jehan Alain, organista e compositor francês (m. 1940).
  - Aloysio de Alencar Pinto, compositor, pianista e musicólogo brasileiro (m. 2007).
- 1915 — Johannes Kotkas, lutador e lançador de martelo estoniano (m. 1998).
- 1917 — Shlomo Goren, rabino e general polonês-israelense (m. 1994).
- 1918
  - Joey Bishop, ator e produtor americano (m. 2007).
  - Helen Stephens, velocista, jogadora de beisebol e treinadora americana (m. 1994).
- 1920
  - Tony Gaze, aviador e automobilista australiano (m. 2013).
  - Henry Heimlich, médico e escritor americano (m. 2016).
- 1924 — E. P. Thompson, historiador e escritor britânico (m. 1993).
- 1925
  - Shelley Berman, ator e comediante americano (m. 2017).
  - John Fiedler, ator americano (m. 2005).
- 1927 — Kenneth Anger, ator, diretor e roteirista americano (m. 2023).
- 1935 — Johnny "Guitar" Watson, cantor, compositor e guitarrista americano (m. 1996).
- 1937 — Billy Meier, escritor e fotógrafo suíço.
- 1938
  - Victor Buono, ator americano (m. 1982).
  - Emile Griffith, boxeador e treinador americano (m. 2013).
- 1939 — Michael Cimino, diretor, produtor e roteirista norte-americano (m. 2016).
- 1940 — Fran Tarkenton, jogador de futebol e locutor esportivo americano.
- 1941 — Sérgio Bittencourt, cantor e compositor brasileiro (m. 1979).
- 1943 — Blythe Danner, atriz estadunidense.
- 1945
  - Johnny Cymbal, cantor, compositor e produtor anglo-estadunidense (m. 1993).
  - Bob Griese, jogador de futebol e locutor esportivo americano.
- 1946 — Maria Leopoldina Guia, fadista portuguesa (m. 2006).
- 1947
  - Stephen McHattie, ator e diretor canadense.
  - Abílio Manoel, cantor brasileiro (m. 2010).
  - Paul Auster, romancista, ensaísta e poeta estadunidense (m. 2024).
- 1948
  - Henning Mankell, escritor e dramaturgo sueco (m. 2015).
  - Carlos Filipe Ximenes Belo, bispo e político timorense.
- 1950 — Morgan Fairchild, atriz americana.

#### 1951–2000
- 1951
  - Blaise Compaoré, político burquinense.
  - Felipe Muñoz, ex-nadador mexicano.
- 1952
  - Ed Carlos, cantor brasileiro.
  - Fred Lynn, jogador de beisebol e locutor esportivo americano.
- 1956 — Nathan Lane, ator e comediante americano.
- 1957
  - Eric Lander, matemático, geneticista e acadêmico americano.
  - Chico Serra, automobilista brasileiro.
- 1958
  - Joe Edwards, comandante, aviador e astronauta americano.
  - N. Gregory Mankiw, economista e acadêmico americano.
  - Adriana, cantora brasileira.
  - Serginho Herval, baterista e cantor brasileiro.
- 1959 — Chan Santokhi, ex-chefe de polícia e político, 10.º presidente do Suriname.
- 1960 — Joachim Löw, ex futebolista e treinador de futebol alemão.
- 1961
  - Linda Eder, cantora e atriz americana.
  - Fernando Gonsales, cartunista brasileiro.
- 1963 — José Raposo, ator português.
- 1965 — Maura Tierney, atriz e produtora estadunidense.
- 1966 — Frank Coraci, diretor e roteirista americano.
- 1967
  - Aurelio Vidmar, treinador de futebol australiano.
  - Mixu Paatelainen, ex-futebolista e treinador finlandês.
- 1968 — Vlade Divac, ex-jogador de basquete e locutor esportivo sérvio-americano.
- 1969
  - Beau Biden, militar, advogado e político americano (m. 2015).
  - Monique Curi, atriz brasileira.
- 1970
  - Óscar Córdoba, ex-futebolista colombiano.
  - Warwick Davis, ator britânico.
- 1971
  - Sarah Kane, dramaturga britânica (m. 1999).
  - Hong Seok-cheon, ator sul-coreano.
- 1972
  - Jesper Kyd, pianista e compositor dinamarquês.
  - Mart Poom, ex-futebolista estoniano.
- 1973 — Ilana Sod, jornalista e produtora mexicana.
- 1975 — Markus Schulz, DJ e produtor alemão.
- 1976
  - Isla Fisher, atriz australiana.
  - Daddy Yankee, cantor, compositor, rapper, ator e produtor musical americano-porto-riquenho.
  - Tristano de Bonis (Magic Box), DJ e cantor italiano.
- 1977
  - Bruno Quadros, futebolista brasileiro.
- 1978 — Joan Capdevila, futebolista espanhol.
- 1979 — Lúcio Flávio, futebolista brasileiro.
- 1980
  - Rodrigo Damm, lutador brasileiro.
  - Davide Moscardelli, ex-futebolista belga.
- 1981 — SebastiAn, DJ, produtor e compositor francês.
- 1982
  - Bridget Regan, atriz americana.
  - Jessica Harp, cantora estadunidense.
  - Jalal Hosseini, ex-futebolista iraniano.
- 1983
  - Lydia Moisés, cantora brasileira.
- 1984
  - Saad Al-Harthi, futebolista saudita.
  - Elizabeth Holmes, fraudadora americana.
- 1985
  - Oleksandr Aliyev, futebolista ucraniano.
  - Angela Fong, lutadora e atriz canadense.
- 1986 — James DeGale, boxista britânico.
- 1987 — Youssef El-Arabi, futebolista marroquino.
- 1988 — Cho Kyu-hyun, cantor e dançarino sul-coreano.
- 1989 — Slobodan Rajković, futebolista sérvio.
- 1990 — Sean Kingston, cantor e compositor estadunidense.
- 1991 — Mariah Buzolin, atriz brasileira.
- 1992 — Shohei Ono, judoca japonês.
- 1993 — Getter Jaani, cantora estoniana.
- 1994 — Aimee Lou Wood, atriz britânica.
- 1995 — Víctor Guzmán, futebolista mexicano.
- 1996 — Niko Terho, ator barbadense.
- 1997 — Lewis Cook, futebolista inglês.
- 1998 — Yang Hao, saltador chinês.
- 1999 — Fran Beltrán, futebolista espanhol.

### Século XXI
- 2001 — Tre Mann, jogador de basquete norte-americano.
- 2002 — Radu Drăgușin, futebolista romeno.
- 2003 — Camila Rebelo, nadadora portuguesa.
- 2004 — Scoot Henderson, jogador de basquete norte-americano.

## Mortes

### Anteriores ao século XIX
- 0006 — Ping de Han, imperador chinês (n. 9 a.C.).
- 0699 — Verburga, madre e santa inglesa (n. 650).
- 0865 — Ansgário de Hamburgo, arcebispo franco (n. 801).
- 0929 — Guido da Toscânia, margrave da Toscana (n. ?)
- 0994 — Guilherme IV, duque da Aquitânia (n. 937).
- 1014 — Sueno I da Dinamarca (n. 965).
- 1116 — Colomano, rei da Hungria (n. 1070).
- 1161 — Ingo I da Noruega (n. 1135).
- 1399 — João de Gante, Duque de Lencastre e Aquitânia (n. 1340).
- 1428 — Ashikaga Yoshimochi, xogum japonês (n. 1386).
- 1451 — Murade II, sultão otomano (n. 1404).
- 1468 — Johannes Gutenberg, inventor e gráfico alemão (n. c. 1400).
- 1536 — Garcia de Resende, poeta e cronista português (n. 1470).
- 1566 — Jorge Cassandro, humanista e teólogo alemão (n. 1513).
- 1679 — Jan Steen, pintor neerlandês (n. 1626).
- 1683 — Randal MacDonnell, 1.º Marquês de Antrim (n. 1609).

### Século XIX
- 1802 — Pedro Rodríguez de Campomanes, político, jurista e economista espanhol (n. 1723).
- 1820 — Gia Long, imperador vietnamita (n. 1762).
- 1824 — Jane Stanhope, Condessa de Harrington (n. 1755).
- 1846 — Amália de Hesse-Homburgo, princesa hereditária de Anhalt-Dessau (n. 1774).
- 1847 — Marie Duplessis, cortesã francesa (n. 1824).
- 1862 — Jean-Baptiste Biot, físico, astrônomo e matemático francês (n. 1774).
- 1881 — John Gould, ornitólogo e naturalista britânico (n. 1804).

### Século XX
- 1922
  - Christiaan de Wet, general e político sul-africano (n. 1854).
  - John Butler Yeats, pintor e ilustrador irlandês (n. 1839).
- 1924 — Woodrow Wilson, historiador, acadêmico e político norte-americano (n. 1856).
- 1929 — Agner Krarup Erlang, matemático e engenheiro dinamarquês (n. 1878).
- 1935 — Hugo Junkers, engenheiro alemão (n. 1859).
- 1942 — David Lopes, historiador português (n. 1867).
- 1943 — Alojs Andritzki, padre católico antinazista alemão (n. 1914).
- 1944 — Yvette Guilbert, cantora e atriz francesa (n. 1865).
- 1945 — Roland Freisler, advogado e juiz alemão (n. 1893).
- 1947 — Marc Mitscher, almirante e aviador norte-americano (n. 1887).
- 1955 — Vasili Blokhin, general russo (n. 1895).
- 1956
  - Émile Borel, matemático e acadêmico francês (n. 1871).
  - Johnny Claes, automobilista e trompetista anglo-belga (n. 1916).
- 1959
  - Buddy Holly, cantor, compositor e guitarrista estadunidense (n. 1936).
  - Ritchie Valens, cantor, compositor e guitarrista estadunidense (n. 1941).
  - The Big Bopper, cantor, compositor e guitarrista estadunidense (n. 1930).
- 1960 — Fred Buscaglione, cantor e ator italiano (n. 1921).
- 1961 — Anna May Wong, atriz americana (n. 1905).
- 1966 — Herbert J. Yates, executivo norte-americano (n. 1880).
- 1969 — Eduardo Mondlane, ativista e acadêmico moçambicano (n. 1920).
- 1975
  - William David Coolidge, físico e engenheiro americano (n. 1873).
  - Umm Kulthum, cantora, compositora e atriz egípcia (n. 1904).
- 1978 — Otto Maria Carpeaux, crítico literário brasileiro (n. 1900).
- 1985 — Frank Oppenheimer, físico e acadêmico americano (n. 1912).
- 1989
  - John Cassavetes, ator, diretor e roteirista estadunidense (n. 1929).
  - Lionel Newman, Pianista, compositor e maestro americano (n. 1916).
- 1992 — Mário Peixoto, diretor brasileiro (n. 1908).
- 1994 — Raúl "Chato" Padilla, ator mexicano (n. 1918).
- 1996 — Audrey Meadows, atriz e banqueira americana (n. 1922).
- 1997 — Aristides Pirovano, bispo brasileiro (n. 1915).
- 1998
  - Gabriel Laub, jornalista e escritor tcheco (n. 1928).
  - Sílvio Caldas, cantor brasileiro (n. 1908).
- 1999 — Gwen Guthrie, cantora, compositora e pianista estadunidense (n. 1950).
- 2000 — Pierre Plantard, desenhista francês (n. 1920).

### Século XXI
- 2003 — João César Monteiro, cineasta português (n. 1939).
- 2004 — Kaúlza de Arriaga, general português (n. 1915).
- 2005
  - Ernst Mayr, biólogo e ornitólogo teuto-americano (n. 1904).
  - Zurab Jvania, biólogo e político georgiano (n. 1963).
- 2006
  - José Vitoriano, político português (n. 1918).
  - Al Lewis, ator e ativista estadunidense (n. 1923).
- 2007
  - Pedro Knight, músico cubano (n. 1921).
  - Ángel Luis Bienvenida, toureiro espanhol (n. 1924).
- 2009 — António dos Reis Rodrigues, bispo português (n. 1918).
- 2010
  - Dick McGuire, jogador e treinador de basquete estadunidense (n. 1926).
  - Frances Reid, atriz norte-americana (n. 1914).
  - Georges Wilson, ator francês (n. 1921).
- 2011 — Maria Schneider, atriz francesa (n. 1952).
- 2012
  - Ben Gazzara, ator e diretor americano (n. 1930).
  - Andrzej Szczeklik, médico e acadêmico polonês (n. 1938).
- 2013 — Jadin Bell, adolescente estadunidense que cometeu suicídio (n. 1997).
- 2014 — Louise Brough, tenista estadunidense (n. 1923).
- 2015 — Charlie Sifford, golfista americano (n. 1922).
- 2016 — Maurice White, músico norte-americano (n. 1941).
- 2017 — Dritëro Agolli, poeta, escritor e político albanês (n. 1931).
- 2018 — Oswaldo Loureiro, ator e diretor de teatro, televisão e cinema brasileiro (n. 1932).
- 2019 — Julie Adams, atriz americana (n. 1926).
- 2020 — George Steiner, filósofo, escritor e crítico franco-americano (n. 1929).

## Feriados e eventos cíclicos

### Brasil
- Dia da Navegação no Rio São Francisco

### Moçambique
- Dia dos Heróis Moçambicanos

### Cristianismo
- Alojs Andritzki
- Anne-Marie Rivier
- Arão, o Ilustre
- Ansgário de Hamburgo
- Brás de Sebaste
- Helinando de Froidmont
- Justo Ukon Takayama
- Verburga

## Outros calendários
- No calendário romano era o 3.º dia (III) antes das nonas de fevereiro.
- No calendário litúrgico tem a letra dominical F para o dia da semana.
- No calendário gregoriano a epacta do dia é xxvii.